# Martina Kömpel
Martina Kömpel (* 1967 in Krefeld) ist eine deutsche Köchin.

## Leben
Kömpel absolvierte nach ihrem Abitur zuerst eine Schneiderlehre und studierte anschließend Theaterwissenschaft, Völkerkunde und Psychologie. 2007 schloss sie als erste Deutsche einen Meisterkurs an der Pariser Kochschule École Supérieure de Cuisine Française Ferrandi mit Diplom erfolgreich ab.
Bei dem französischen Spitzenkoch Alain Senderens erhält sie ihre erste Anstellung. 2005 bewirbt sie sich an einer der weltbesten Kochschulen – der Pariser Kochschule „École Supérieure de Cuisine Française – Ferrandi“ und schließt als erste Deutsche 2007 den Meisterkurs mit Diplom ab. Im Anschluss daran arbeitet Martina Kömpel im Pariser Ritz und als freiberufliche Köchin für die Pariser Diplomatie.
Seit 2016 hat Martina Kömpel in Servières-le-Chateau im ländlichen Zentralfrankreich mit ihrem Restaurant „Les Contes de Bruyeres“ ein neues Zuhause gefunden. Dort genießt sie es sehr die regionalen Produzenten zu kennen und mit deren frischen Produkten zu kochen.
Bekannt wurde Kömpel durch die WDR-Kochsendung Ran an den Herd, Lanz kocht!, Die Küchenschlacht sowie der WDR-Serie Meisterküche und ARD Buffet.